# الت (شهر)
الت (به لاتین: Ələt) یکی از شهرهای جمهوری آذربایجان است که از توابع شهر باکو است. جمعیت این شهر در سرشماری سال ۲۰۱۱ میلادی، ۱۰۶۰۰ نفر بود.